# Mitchell szakállasagámája
A Mitchell szakállasagámája (Pogona mitchelli) a hüllők (Reptilia) osztályának a pikkelyes hüllők (Squamata) rendjéhez, ezen belül a gyíkok (Sauria vagy Lacertilia) alrendjéhez, a leguánalakúak (Iguania) alrendágához és az agámafélék (Agamidae) családjához tartozó gyík faj.

## Előfordulása
Északnyugat-Ausztrália száraz vidékein él, így a Pilbara-sivatag és a Nagy homoksivatag peremvidékén is.

## Megjelenése
Egyes tudósok összevonják a törpe szakállasagámával, de Mitchell agámájának fején vaskos tüskesor nő. Alapszíne világosszürke, szabálytalan alakú, sötétebb foltokkal és sávokkal. A kifejlett egyedek hossza megközelíti az 50 cm-t.

## Külső hivatkozások
- Szakállas agámák /POGONA/